# I Liceum Ogólnokształcące im. Tadeusza Kościuszki w Łomży
I Liceum Ogólnokształcące im. Tadeusza Kościuszki – publiczne liceum ogólnokształcące z tradycjami sięgającymi XVII wieku, którego siedziba znajduje się przy ul. Feliksa Bernatowicza 4 w Łomży.

## Historia

### Kolegium Jezuickie w Łomży (1614–1773)
Początek działalności jezuitów w Łomży to rok 1609, kiedy to powstała mała placówka „misja” podporządkowana kolegium w Pułtusku. Pierwszym rektorem łomżyńskiego kolegium był Jakub Lachowski, który pełnił swoją funkcję do 1610 roku, kiedy został zastąpiony przez Adama Kołożemskiego.
Placówka niezależna („rezydencja”) od kolegium w Pułtusku powstała w Łomży 1 lutego 1612 roku, jednak szkołę otwarto dopiero 5 września 1614 roku dzięki wsparciu materialnemu opata przemęckiego Adama Nowodworskiego. W 1638 roku dyrektorem szkoły był Andrzej Bobola. Początkowo szkoła miała 2 klasy, następnie 4, a w roku 1644 została utworzona klasa retoryki, czyniąc ze szkoły prawdziwą szkołę średnią. Wkrótce w szkole zaczęło rozwijać się życie kulturalno-naukowe. W tym czasie powstał Teatr Szkolny, Sodalicja Mariańska, bursa dla ubogich studentów, chór szkolny, koła samokształceniowe oraz biblioteka. Z początku Kolegium Łomżyńskie było szkołą humanistyczną. Do zasadniczych zmian w programie nauczania szkoły doszło w połowie XVIII wieku. Dodano filozofię, fizykę doświadczalną, język francuski i niemiecki oraz wykłady z historii i matematyki. Nauka w szkole była bezpłatna. Nie było ograniczeń narodowościowych i wyznaniowych. Do szkoły uczęszczało ok. 500 uczniów. Budynek szkoły na początku był drewniany. W 1735 roku wzniesiono pierwszy murowany gmach kosztem fundatorki Ewy Szembekowej, natomiast w 1741 roku rozpoczęto budowę nowego kolegium. W momencie kasaty zakonu jezuickiego (1773) nowy gmach nie był dokończony.

### Szkoła Pijarska (1774–1807)
Po kasacie zakonu jezuitów Komisja Edukacji Narodowej przekazała szkołę pijarom. Zakon pijarski całkowicie podporządkował się zaleceniom KEN. Szkoła miała rangę powiatową i należała do okręgu, którym opiekował się biskup płocki Michał Poniatowski, wkrótce prezes KEN. Przełożony łomżyńskiej szkoły posiadał tytuł rektora. W szkole za „panowania” pijarów nauczano przedmiotów: język polski, religia (nauka chrześcijańska), nauka moralna, łacina, historia, geografia, logika, matematyka, fizyka i mechanika, historia naturalna, język niemiecki, język francuski, rysunki i wychowanie fizyczne. Do szkoły przyjmowano po opanowaniu nauczania początkowego. Wiek, jak wszędzie, był bardzo zróżnicowany.

### Szkoła w epoce Księstwa Warszawskiego (1807–1814)
Łomża w okresie Księstwa Warszawskiego była głównym miastem departamentu augustowskiego. Biuro departamentu utworzono w gmachu szkoły pijarskiej, ta więc musiała zniknąć z planu ówczesnej Łomży. Szkołę reaktywowano w 1811 roku. Upadła wraz z Księstwem Warszawskim w 1814 roku.

### Szkoła Wojewódzka (1815–1834)
Ponownie szkołę powołano do życia w 1815 roku, kiedy to powstało Królestwo Polskie. Szkoła miała wówczas charakter pełnej szkoły średniej. Nauka trwała tu siedem lat (6 klasa trwała 2 lata). Wykładano przedmioty: nauka religii i moralności, język polski, Łacina, język niemiecki, język francuski, język grecki, nauka o starożytności, historia powszechna, historia Polski, historia Rosji, historia naturalna, geografia, algebra, fizyka, mechanika, statyka, chemia, botanika i mineralogia, encyklopedia nauk i wiadomości, kaligrafia i rysunek.

### Gimnazjum Wojewódzkie (1834–1839), Gimnazjum Gubernialne (1839–1850) i Szkoła Powiatowa o 5 klasach (1850–1861)
Gimnazjum Wojewódzkie stanowiło kontynuację Szkoły Wojewódzkiej, z tym, że do programu wprowadzono obowiązkową naukę języka rosyjskiego. Nazwę szkoły zmieniono w 1834 roku z inicjatywy cara Mikołaja I. W 1839 roku szkołę podporządkowano kierownictwu oświaty w Petersburgu. W związku z przemianowaniem województw na gubernie szkołę również nazwano Gimnazjum Gubernialnym. Obok języka rosyjskiego wprowadzono język starocerkiewny. W 1850 roku zlikwidowano Gimnazjum i utworzono jedynie 5-letnią (początkowo 4-letnią) Szkołę Podstawową. Inspektorem nowo utworzonej szkoły został mianowany Jakub Ignacy Waga. Choć szkoła straciła rangę szkoły średniej, to poziomem przewyższała „zwykłe” szkoły powiatowe.

### Gimnazjum Męskie (1862–1932)
W 1862 roku do szkoły weszła reforma Wielopolskiego. Szkołę uczyniono 7-klasowym Gimnazjum męskim. Jako główny nauczany przedmiot przywrócono język polski, a język rosyjski zredukowano do 2 godzin tygodniowo. Na nauczycielskie stanowiska powrócili Polacy. Sytuacja Gimnazjum drastycznie zmieniła się w 1864 po upadku powstania styczniowego. Zwolniono dotychczasowego rektora, a na jego miejsce powołano Rosjanina – Zacharowa, ale już jako dyrektora. W szkole rozpoczęła się intensywna rusyfikacja. Wprowadzono wykładowy język rosyjski. W 1900 roku wzniesiono nowy dwukondygnacyjny budynek na tyłach starej szkoły. Wysłużoną jezuicką budowlę, mimo protestów Łomżan rozebrano. W 1905 roku w szkole wybuchł strajk młodzieży. Domagano się przywrócenia jako głównych przedmiotów: j. polskiego i historii, a także zniesienia systemu policyjnego. Żądania strajkujących nie zostały spełnione, a dla nich samych nie było już miejsca w szkole. Liczba uczących się zmalała z 519 do 225 (w tym 48 Polaków). W 1906 r. Stanisław Lutosławski z Drozdowa utworzył dla uczestników strajku nową Szkołę Handlową, która poza budynkiem Gimnazjum istniała do 1918 roku. Do „Handlówki” w latach 1914–1916 uczęszczał przyszły kardynał, Stefan Wyszyński. Po wojnie szkołę przeniesiono do budynku gimnazjalnego i połączono z Gimnazjum. Wówczas szkoła zmieniła nazwę na Gimnazjum Męskie im. Tadeusza Kościuszki, a następnie na Państwowe Męskie Gimnazjum im. Tadeusza Kościuszki. Pierwszym dyrektorem Gimnazjum został Jan Hellmann. Odtąd w szkole rozwijało się harcerstwo, które wydawało dwa czasopisma „Czuwaj” i „Drużynę”. Ponadto młodzież redagowała pisma szkolne: „Głos Ucznia”, „Promień” i „U Progu”. Szkołę prowadziła wysoko wykwalifikowana kadra pedagogiczna. Duży nacisk kładziono na wychowanie patriotyczne.

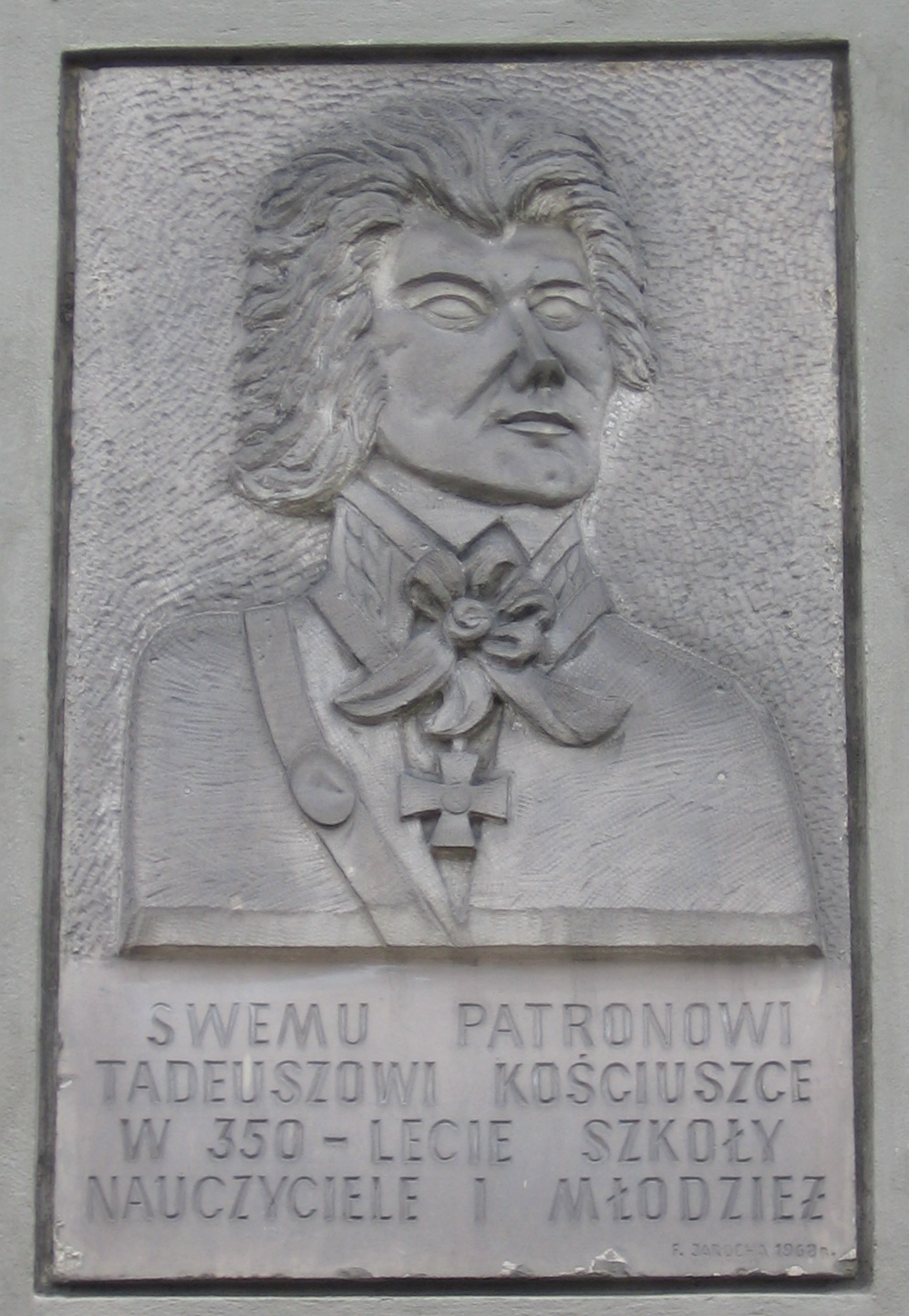
Tablica pamiątkowa na budynku szkoły

### Gimnazjum i Liceum im. T. Kościuszki (1932–1948)
W 1932 roku po reformie oświaty w szkole obok Gimnazjum powstało 2-letnie liceum. Obie szkoły miały wspólnego dyrektora oraz kadrę pedagogiczną. 17 września Łomża przeszła pod okupację sowiecką. W październiku NKWD aresztowało dyrektora Czajkowskiego oraz kilku innych przedstawicieli szkoły. W 1940 roku przerwano patriotyczna działalność harcerstwa, a najaktywniejszych aresztowano. Trzy osoby zostały skazane na karę śmierci, ale po odwołaniu karę złagodzono do 15 lat na Syberii. Więźniowie zostali odbici z aresztu 22 czerwca 1941 roku. Niebawem do Łomży weszli Niemcy. Szkoła rozpoczęła tajne nauczanie. Dyrektorem został historyk – prof. Czesław Lustych, a jego zastępcą polonista – dr Stanisława Osiecka. Po śmierci 9 maja 1945 roku dyrektora Lustycha w obozie Mauthausen, na dyrektora szkoły powołano dr Stanisławę Osiecką.

### Liceum im. T. Kościuszki (1948–1998)
W 1948 roku z powodu ponownej reformy zlikwidowano gimnazjum, a pozostawiono jedynie 4-letnie liceum. W latach 1948–1998 w Łomży na ul. Bernatowicza istniało Liceum Ogólnokształcące im. T. Kościuszki. Przez wiele lat było ono było jedynym liceum w Łomży. Kiedy w mieście zaczęły powstawać nowe licea, do nazwy dodano cyfrę rzymską I. Od roku 1978 dyrektorem szkoły był Zygmunt Zdanowicz.

### Gimnazjum i Liceum im. T. Kościuszki (od 1999)
W 1999 roku weszła w życie nowa reforma oświaty rządu Jerzego Buzka. Przy I LO powstało Publiczne Gimnazjum nr 6 im. T. Kościuszki w Łomży. Szkoła została stworzona dla wybitnie zdolnej młodzieży i mieści się w tym samym budynku co liceum, pochodzącym z 1915 roku. Gimnazjum na czele z dyrektorem Zdanowiczem weszło do TST. Od 1 września 2004 roku dyrektorem I LO jest mgr Jerzy Łuba.
W czerwcu 2014 miały miejsce uroczyste obchody czterechsetlecia istnienia I LO w Łomży. Jubileusz swoim patronatem objął Prezydent RP Bronisław Komorowski, a w uroczystościach głowę państwa reprezentował prof. Tomasz Nałęcz, który odczytał uroczysty list od prezydenta skierowany do społeczności szkolnej. Dodatkowo w obchodach uczestniczyli przedstawiciele władz samorządowych, biskup łomżyński, Rada Pedagogiczna oraz absolwenci szkoły i jej uczniowie.
W roku szkolnym 2017/2018 odbyły się obchody szeregu okrągłych rocznic: 600-lecia nadania praw miejskich Łomży, 200. rocznica śmierci patrona szkoły – Tadeusza Kościuszki oraz 100. rocznica nadania szkole imienia tego polskiego i amerykańskiego wojskowego.

Z dniem 31 sierpnia 2019 roku, w wyniku reformy systemu oświaty z 2017 roku, zostało zlikwidowane Publiczne Gimnazjum nr 6 im. Tadeusza Kościuszki, które przez 20 lat funkcjonowało przy I LO. 

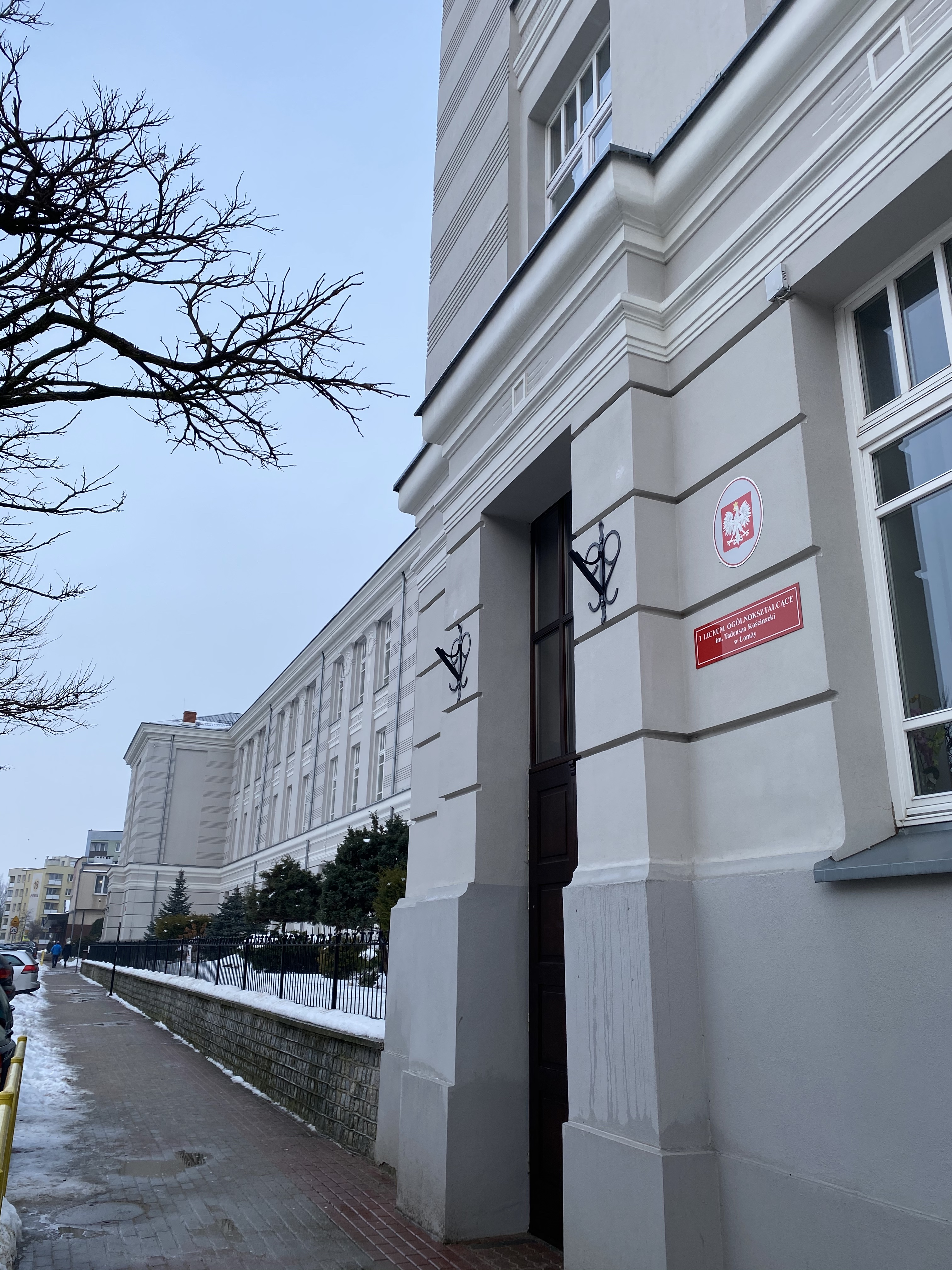
Zabytkowy gmach szkoły

## Dyrektorzy
- Andrzej Bobola (od 1638)
- Mikołaj Slaski (1648–1649)
- Jan Hellmann (po 1918)
- Józef Julian Chmiel (od 1 V 1926)[13]
- Czajkowski (do 1939)
- Czesław Lustych (okupacja niemiecka)
- Stanisława Osiecka
- Zygmunt Zdanowicz (od 1978 do 2004)
- Jerzy Łuba (od 1 IX 2004)

## Profesorowie
- św. Andrzej Bobola (1591–1657) – ksiądz jezuita, doradca rektora i dyrektor Kolegium Jezuitów (1638–1642), katolicki święty, patron Polski,
- Mikołaj Slaski (1614–1677) – ksiądz jezuita, dyrektor szkoły (1648–1649),
- Kazimierz Sikorski – profesor Łomżyńskiej Szkoły Pijarskiej; należał do powołanego przez KEN Towarzystwa Ksiąg Elementarnych, które przygotowywało podręczniki do szkół w całej Polsce; autor podręcznika do nauk chrześcijańskich pt. „Mowy Moralne”,
- Ignacy Zaborowski (1754–1803) – profesor Łomżyńskiej Szkoły Pijarskiej, matematyk i geodeta, profesor geometrii; należał do TKE (patrz wyżej); uznawany za ojca geodezji; autor „Logarytmów dla szkół narodowych” oraz podręcznika „Geometria powszechna”,
- Józef Herman Osiński (1738–1802) – rektor Łomżyńskiej Szkoły Pijarskiej, uznawany za pierwszego w Polsce elektryka, hutnika, chemika i najwybitniejszego naukowca tamtych czasów; wykładał matematykę, fizykę, chemię i biologię,
- Franciszek Ksawery Dmochowski (1762–1808) – profesor Łomżyńskiej Szkoły Pijarskiej, poeta, krytyk literacki, tłumacz; należał do TKE; autor „Sztuki rymotwórczej”,
- Alojzy Osiński (1770–1842) – profesor Łomżyńskiej Szkoły Pijarskiej, filolog i słownikarz; należał do Towarzystwa Ksiąg Elementarnych (TKE),
- Jakub Falkowski (1775–1848) – polski duchowny rzymskokatolicki, pijar, pedagog i filantrop, założyciel Instytutu Głuchoniemych w Warszawie[14],
- Wincenty Jakubowski – profesor Łomżyńskiej Szkoły Pijarskiej, profesor fizyki i literatury,
- Patrycy Przeczyński – profesor Łomżyńskiej Szkoły Pijarskiej; odznaczony za działalność społeczną i patriotyczną medalem „Merentibus”,
- Wojciech Szweykowski – uczeń, następnie profesor Łomżyńskiej Szkoły Pijarskiej, pijar, teolog, językoznawca, pierwszy rektor Uniwersytetu Warszawskiego,
- Adrian Krzyżanowski – uczeń, następnie profesor Łomżyńskiej Szkoły Pijarskiej oraz Uniwersytetu Warszawskiego, matematyk, tłumacz literatury i historyk
- Edward Czarnecki i Tadeusz Bukowski – profesorowie Łomżyńskiej Szkoły Pijarskiej, chemicy i fizycy; prowadzili badania laboratoryjne,
- Jakub Ignacy Waga (1800–1872) – profesor Gimnazjum Gubernialnego, przyrodnik, florysta; autor pracy „Flora polska”,
- Józef Skłodowski (1804–1882) – pedagog, bibliotekarz, dziadek Marii Skłodowskiej-Curie
- Stanisława Osiecka (1898–1990) – doktor języka polskiego, działaczka ZWZ – AK, organizowała tajne nauczanie na terenie Łomży; wicedyrektor, a od 1944 r. dyrektor Gimnazjum i Liceum; patronka szkolnej biblioteki[15],
- Czesław Lustych (1903–1945) – profesor, historyk, działacz ZWZ – AK, dyrektor Gimnazjum i Liceum w okresie II wojny światowej, za tajne nauczanie zginął w obozie koncentracyjnym Mauthausen[16],
- Zygmunt Zdanowicz – dyrektor I LO w Łomży w latach 1979–2005, matematyk, współtwórca Towarzystwa Szkół Twórczych, prezes Towarzystwa Przyjaciół Ziemi Łomżyńskiej.

## Uczniowie i absolwenci
- Wojciech Szweykowski (1773–1838) – pedagog, językoznawca, pijar, pierwszy rektor Uniwersytetu Warszawskiego,
- Ignacy Daniłowicz (1788–1843) – prawnik i historyk, profesor Uniwersytetu Charkowskiego i Kijowskiego,
- Adrian Krzyżanowski (1788–1852) – matematyk, tłumacz, profesor Uniwersytetu Warszawskiego,
- Szymon Konarski (1808–1839) – działacz niepodległościowy, radykalny demokrata, uczestnik powstania listopadowego,
- Ludwik Mierosławski (1814–1878) – generał, pisarz, historyk wojskowości, działacz polityczny i niepodległościowy, dowódca powstańczy,
- Adam Mierosławski (1815–1851) – brat Ludwika; marynarz, inżynier, uczestnik powstania listopadowego,
- Rafał Krajewski (1834–1864) – architekt, działacz polityczny, referent w powstaniu styczniowym, Minister Spraw Wewnętrznych Rządu Narodowego Romualda Traugutta,
- prof. Zygmunt Straszewicz (1860–1927) – inżynier, elektryk, mechanik, pierwszy rektor Politechniki Warszawskiej (1915–1916) oraz profesor tejże uczelni,
- Jan Kucharzewski (1876–1952) – polityk, prawnik, adwokat i działacz niepodległościowy, historyk, dwukrotny Prezydent Ministrów w Królestwie Polskim (1917–1918)[17],
- Bolesław Mościcki (1877–1918) – pułkownik kawalerii, dowódca w bitwie pod Krechowcami,
- prof. Bohdan Winiarski (1884–1969) – prawnik, specjalista z zakresu prawa międzynarodowego, profesor Uniwersytetu Poznańskiego, poseł na Sejm II RP, sędzia i przewodniczący Międzynarodowego Trybunału Sprawiedliwości w Hadze, członek Polskiej Akademii Umiejętności,
- Adam Chętnik (1885–1967) – etnograf, muzealnik, działacz społeczny i polityczny, miłośnik oraz badacz kultury kurpiowskiej, autor książek poświęconych Kurpiom Puszczy Zielonej, członek Polskiej Akademii Umiejętności,
- prof. Franciszek Piaścik (1902–2001) – architekt, dziekan Wydziału Architektury Politechniki Warszawskiej,
- kard. Stefan Wyszyński (1901–1981) – biskup diecezjalny lubelski w latach 1946–1948, arcybiskup metropolita gnieźnieński i warszawski oraz prymas Polski w latach 1948–1981, kardynał prezbiter od 1953,
- prof. Ireneusz Roszkowski (1910–1996) – profesor nauk medycznych, twórca współczesnej polskiej ginekologii i położnictwa, humanista, prekursor medycyny prenatalnej,
- prof. Zdzisław Wilhelmi (1921–2013) – żołnierz SZP, ZWZ, szef wywiadu Obwodu Łomżyńskiego AK i AKO, profesor doktor habilitowany nauk fizycznych, pracownik Międzynarodowej Agencji Energii Atomowej w Wiedniu, patron szkolnej pracowni fizyki[18],
- prof. Ryszard Bender (1932–2016) – historyk, polityk, profesor nauk humanistycznych, wykładowca Katolickiego Uniwersytetu Lubelskiego, wieloletni prezes Klubu Inteligencji Katolickiej w Lublinie, publicysta, poseł na Sejm PRL VII i IX kadencji, senator II, VI i VII kadencji,
- prof. Edward Ciborowski – pierwszy prezes i założyciel Towarzystwa Przyjaciół Ziemi Łomżyńskiej,
- prof. Joanna Ejdys (ur. 1971) – ekonomistka, inżynier, profesor nauk społecznych, prorektor Politechniki Białostockiej,
- dr hab. Magdalena Gawin (ur. 1972) – historyk, publicystka i eseistka, podsekretarz stanu w Ministerstwie Kultury i Dziedzictwa Narodowego oraz generalny konserwator zabytków w latach 2015–2021, od 1 stycznia 2022 dyrektor Instytutu Solidarności i Męstwa im. Witolda Pileckiego[19][20],
- Marika, właśc. Marta Kosakowska (ur. 1980) – wokalistka i autorka tekstów, a także dziennikarka radiowa, wykonawczyni muzyki z pogranicza gatunków reggae, dancehall, soul oraz funk[21],
- Piotr Domalewski (ur. 1983) – reżyser filmowy, aktor i scenarzysta, laureat Złotych Lwów oraz Polskich Nagród Filmowych 2018[22], laureat Paszportu "Polityki"[23].
- Mariusz Chrzanowski (ur. 1984) – samorządowiec, z wykształcenia prawnik, od 2014 prezydent Łomży.

## Szkoła w rankingach
| Rok  | Ranking                             | Miejsce | Źródło                |
| ---- | ----------------------------------- | ------- | --------------------- |
| 2009 | Ogólnopolski Ranking Szkół Średnich | 31      | [ 24 ]                |
| 2009 | w woj. podlaskim                    | 4       | [ 25 ]                |
| 2008 | Ogólnopolski Ranking Szkół Średnich | 42      | [ 26 ]                |
| 2008 | w woj. podlaskim                    | 3       | [ 27 ]                |
| 2007 | Ogólnopolski Ranking Szkół Średnich | 37      | [ 26 ]                |
| 2007 | w woj. podlaskim                    | 3       | [ potrzebny przypis ] |
| 2006 | Ogólnopolski Ranking Szkół Średnich | 27      | [ 26 ]                |
| 2006 | w woj. podlaskim                    | 2       | [ potrzebny przypis ] |
| 2005 | Ogólnopolski Ranking Szkół Średnich | 18      | [ 26 ]                |
| 2005 | w woj. podlaskim                    | 1       | [ potrzebny przypis ] |
| 2004 | Ogólnopolski Ranking Szkół Średnich | 27      | [ 26 ]                |
| 2004 | w woj. podlaskim                    | 1       | [ potrzebny przypis ] |
| 2003 | Ogólnopolski Ranking Szkół Średnich | 58      | [ 26 ]                |
| 2002 | Ogólnopolski Ranking Szkół Średnich | 32      | [ 26 ]                |
| 2001 | Ogólnopolski Ranking Szkół Średnich | 16      | [ 28 ]                |
| 2001 | w woj. podlaskim                    | 1       | [ 28 ]                |
| 2000 | Ogólnopolski Ranking Szkół Średnich | 42      | [ 28 ]                |
| 1999 | Ogólnopolski Ranking Szkół Średnich | 55      | [ 28 ]                |